# 1598 Paloque
1598 Paloque (1950 CA) là một tiểu hành tinh vành đai chính được phát hiện ngày 11 tháng 2 năm 1950 bởi L. Boyer ở Algiers.